# Eubazus margaritovi
Eubazus margaritovi är en stekelart som beskrevs av Sergey A. Belokobylskij 1994. Eubazus margaritovi ingår i släktet Eubazus och familjen bracksteklar. Inga underarter finns listade i Catalogue of Life.